# NASA Space Science Data Coordinated Archive
Le NASA Space Science Data Coordinated Archive (NSSDCA) est un service de la division Exploration du Système solaire de la NASA, dont le rôle est d'archiver les données scientifiques collectées durant les missions de la NASA. Ces données sont aussi bien des données brutes (comme des relevés d'instruments) que des images. Avant mars 2015, le NSSDCA s'appelait le National Space Science Data Center (NSSDC). 
Toutes les données du NSSDCA sont en libre accès et du domaine public.

## Histoire
Créé en 1966, le National Space Science Data Center (NSSDC) est situé au Goddard Space Flight Center à Greenbelt dans l'État du Maryland.
La majorité du personnel du NSSDC est composée de physiciens, d'informaticiens, d'analystes, de développeurs et de techniciens spécialisés dans le traitement des données.
Les premiers supports de stockage étaient des bandes magnétiques de type IBM 7 track et 9 track, des photos argentiques ainsi que divers autres supports comme le papier. Depuis le milieu des années 1980, les données sont numérisées et rendues disponibles en ligne à travers Internet ou distribuées sur CD-ROM.
Au 22 août 2007, ce sont plus de 36,6 téraoctets de données numériques qui ont été archivées par le NSSDC. Sur cette quantité d'informations, plus de trois téraoctets sont disponibles en ligne.

## Master Catalog
Le NSSDC Master Catalog (NMC) est une base de données en ligne et publique recensant tous les engins spatiaux, qu'ils soient de la NASA ou non. Les informations disponibles sont de divers types et vont de la date de lancement, aux résultats obtenus en passant par une description de l'engin spatial.
Un identifiant unique, le International Designator (NSSDC ID), est attribué à chaque engin répertorié et dont le lancement a été un succès. Le NSSDC ID se compose de l'année de lancement sur quatre chiffres, d'un tiret suivi d'un numéro sur trois chiffres représentant le numéro du lancement réussi dans l'année. Une lettre en majuscule suit ce numéro et représente la séquence de lancement. Les lancements avortés ont un identifiant arbitraire, comme celui pour Vanguard SLV 1 (VAGSL1) du 27 mai 1958 .
À titre d'exemple, le premier satellite artificiel Spoutnik, lancé le 4 octobre 1957, a l'identifiant 1957-001B  et son lanceur l'identifiant 1957-001A . Le A signifie que cet engin a servi à transporter Spoutnik. Le Long Duration Exposure Facility, un satellite artificiel qui hébergea plusieurs expériences de longue durée, a l'identifiant 1984-034B  et la navette Challenger qui l'a transporté le numéro 1984-034A . On sait ainsi que c'est le trente-quatrième lancement réussi de l'année 1984.